# Coinfección
La coinfección es la infección simultánea de un huésped por parte de múltiples agentes patógenos. En el campo de la virología, la coinfección implica la infección simultánea de una sola célula por parte de dos o más partículas virales. Un ejemplo es la coinfección de las células hepáticas con el virus de la hepatitis B y el virus de la hepatitis D, que puede surgir gradualmente por una infección inicial, y seguir con una sobreinfección.[cita requerida]
Se desconoce la prevalencia o la incidencia mundial de la coinfección en seres humanos, pero se cree que es algo habitual, a veces más frecuente que la infección simple. La coinfección con helmintos afecta alrededor de 800 millones de personas en todo el mundo.
La coinfección tiene especial importancia en la salud humana, ya que los agentes patógenos pueden interactuar dentro del huésped. Se cree que el resultado neto de la coinfección en la salud humana es negativo. Las interacciones en parásitos pueden tener efectos positivos o negativos. En las interacciones de parásitos positivas, la transmisión y la progresión de la enfermedad aumentan. Esto también se conoce como sindemia. Las interacciones de parásitos negativas comportan una interferencia microbiana cuando un agente bacteriano suprime la virulencia o la colonización de otras bacterias, como por ejemplo cuando Pseudomonas aeruginosa suprime la formación de colonias patógenas de la bacteria Staphylococcus aureus. Se desconocen los patrones generales de interacciones ecológicas entre parásitos, incluso entre las coinfecciones comunes como las que se dan en las enfermedades de transmisión sexual. Sin embargo, el análisis de la red de alimentación de la coinfección en seres humanos sugiere que existe mayor potencial de interacciones a través de fuentes de alimentación compartidas que a través del sistema inmunitario.
Una coinfección habitual a nivel mundial resulta de la tuberculosis con el VIH. En algunos países, hasta el 80 % de los pacientes con tuberculosis también son seropositivos. La posibilidad de que las dinámicas de estas dos enfermedades infecciosas se vinculen se conoce desde hace décadas. Otros ejemplos habituales de coinfección conciernen al sida, y supone la coinfección del VIH en fase terminal con patógenos oportunistas, así como también infecciones polimicrobianas, como la enfermedad de Lyme con otras enfermedades. En ocasiones, las coinfecciones pueden producir un juego de suma cero de las reservas corporales y la cuantificación viral precisa demuestra que los niños coinfectados por rinovirus y por virus respiratorio sincicial, por metapneumovirus o por virus de la parainfluenza presentan menor carga viral nasal que los que tienen solo el rinovirus.